# Philipp R. Hömberg
Philipp Rupert Hömberg (* 26. Juni 1939 in Telgte; † 5. Oktober 2001 in Olpe) war ein deutscher Prähistoriker und Denkmalpfleger.

## Leben
Philipp R. Hömberg, Sohn des Historikers Albert K. Hömberg, studierte Vor- und Frühgeschichte, Geographie, Anglistik, Volkskunde und Mittelalterliche Geschichte in Freiburg im Breisgau, Toronto und Münster. Er schloss sein Studium der Ur- und Frühgeschichte an der Universität Münster 1972 mit einer Promotion über frühgeschichtliche Wallanlagen in Westfalen ab.
Er war vom 31. März 1982 bis zu seinem Tode Leiter der Außenstelle Olpe der LWL-Archäologie (vormals Westfälischen Museums für Archäologie Münster). Zu seinem Nachfolger als Leiter Außenstelle Olpe der LWL-Archäologie wurde Michael Baales ernannt.
Er war Mitglied der Altertumskommission für Westfalen und von 1975 bis 1988 und von 1996 bis 2001 deren Geschäftsführer.
Von besonderer Bedeutung sind Hömbergs Forschungen zur Vor- und Frühgeschichte Westfalens. Der Schwerpunkt seiner wissenschaftlichen Arbeiten lag in der Wegeforschung, insbesondere in der Erforschung von Hohlwegen.

## Publikationen (Auswahl)
- Bibliographie zur Vor- und Frühgeschichte Westfalens. Lax, Hildesheim 1969, 2. Auflage Aschendorff, Münster 1992, ISBN 3-402-05034-X.
- Untersuchungen an frühgeschichtlichen Wallanlagen Westfalens. Dissertation Münster 1972 (gedruckt 1980).
- mit Hans Beck: Übersicht über die Vor- und Frühgeschichte des Sauerlandes. Arnsberger Heimatbund, Arnsberg 1975.
- Die archäologischen Untersuchungen in der Wallburg bei Sinsen, in: Vestische Zeitschrift 76, 1977, S. 123–130.
- Borbergs Kirchhof bei Brilon, Hochsauerlandkreis. Altertumskommission für Westfalen, Münster 1983, 2. Auflage Münster 1998
- Die Hünenburg bei Meschede, Hochsauerlandkreis. Altertumskommission für Westfalen, Münster 1983.
- Burg bei Aue, Stadt Bad Berleburg, Kreis Siegen-Wittgenstein. Münster 1988.
- (Hrsg.): Der Kreis Siegen-Wittgenstein. Theiss, Stuttgart 1993, ISBN 3-8062-1092-6
- Der Kindelsberg – Stadt Kreuztal. Altertumskommission für Westfalen, Münster 1998
- Die Hünenburg bei Liesborn. Altertumskommission für Westfalen, Münster 1999.
- Die Hohensyburg. Altertumskommission für Westfalen, Münster 2000.